# Xatrac menut americà
El xatrac menut americà (Sternula antillarum) és una espècie d'ocell de la família dels làrids (Laridae) que habita costes, llacs i rius d'Amèrica incloent el Carib, a la llarga dels grans rius dels Estats Units, costa del Pacífic des de Califòrnia cap al sud fins a Chiapas, costa atlàntica dels Estats Units i del Golf fins al nord de Mèxic, Bahames, Antilles i costa nord d'Amèrica del Sud. Les poblacions septentrionals migren cap al sud en hivern.